# Neologická synagoga (Žilina)
Neologická synagoga v Žilině je bývalá synagoga reformní židovské komunity v Žilině na Hurbanově ulici. Je dílem německého architekta prof. dr. Petra Behrense (1868–1940).
Dílo vzniklo na základě soutěže vyhlášené v roce 1928. Stavba byla realizována v letech 1929 až 1931 a spadá do období slovenské moderny. Architektovou inspirací se stal hrob Ráchel, nacházející se mezi Jeruzalémem a Betlémem.
Budova se setkala s oceněním citlivého přístupu k existujícímu historickému prostředí, do něhož byla synagoga vsazena. Základními principy tvorby Petra Behrense byly: opodstatněnost materiálů, funkce a času. V současnosti je synagoga unikátní kulturní památkou (NKP 511-1398/0) svého druhu na Slovensku.

## Umístění
Synagoga neologů je postavena v těsné blízkosti historického jádra města Žilina, na místě původní synagogy z roku 1881. Stojí na křižování dvou ulic na mírně svažitém terénu. Do tohoto prostředí autor vsadil objekt prostřednictvím teras, což v tomto případě vyřešil představením širokého schodiště před vstupem ze severní strany. Stejně mu posloužilo i nízké křídlo malé modlitebny v samostatném křídle, plochá terasa podél východního i jižního průčelí, čímž zapojil synagogu do okolního městského prostředí. Pozoruhodný prostorový účinek stavby dosáhl uvedeným využitím terénu, ale i členěním hmot samotné synagogy a uspořádáním prostor.

## Exteriér
Dominantním prvkem vnímaným z exteriéru je masivní blok ústřední části. Tento blok vystupuje z horizontální podnože, která představuje hmoty předsíní a nástupních teras. Základním tvarem bloku se stala krychle, jejíž stěny jsou členěny jedenácti vertikálními okenními otvory, které končí atikou se stoupajícím obrysem směrem k nárožím. Do bloku je vsazena kupole, která byla původně pokryta měděnou krytinou. Základní části stavby jsou odlišeny i materiálovým řešením povrchu. Ústřední část je omítnuta hladce, zatímco horizontální podnož je obložena nepravidelným kvádříkovým kamenem. Stabilitu a mohutnost stavby podtrhuje převaha horizontálních linií (terasy, markýzy, ploché střechy, podnože, obrysy atik), přičemž se do popředí dostává symetričnost sakrální architektury. Monumentálnost vyzdvihuje samotný blokový ráz ústřední části s masivní kupolí, která vhodně připomíná architekturu východní, což bylo přetlumočeno funkcí do hmotové podstaty.

## Interiér
Dispozičním centrem je prostor hlavního sálu, zaklenutý kupolí. Obvod s galeriemi kompozičně vychází ze čtverce. Sálový prostor má na dvou stranách podélné předsíně, které půdorys vycházející ze čtverce transformují na obdélníkový. Nabytou symetričnost ruší jen obdélníková přístavba malé modlitebny na jihu, ale vyváženost dotváří vyvýšená terasa na severu. Hlavní prostor byl vybudován pro muže, měl 450 míst k sezení. Pro ženy sloužila empora s 300 místy, na niž vedla čtyři schodiště. Nad oltářem byl vymezen prostor pro chór a varhany. Strany oltářní části lemovaly místnosti rabína a chazana. V interiéru dominantní úlohu přebírá kupole, kterou zdobí zlatá Davidova hvězda. I zde je horizontalita důležitá: je naznačena pomocí terakotových pásů na bíle vymalovaných stěnách. Podlahy jsou dlážděny terazzem s kobercovým vzorem. Světlo bylo zprostředkováno i uměle bronzovým svícnem, který byl kombinován s reflektory osvětlujícími kupoli. Původní interiér byl modrý (lavice, dveře, okna).

## Konstrukční řešení
Železobetonová konstrukce byla výrazně zhodnocena a vizualizována ve ztvárnění stropů a empor. Velkou pozornost si však zasluhuje samotná kupole s průměrem 16 metrů a výškou 17,6 metrů. Synagoga představuje nápadité, úsporné a působivé řešení s využitím moderní technologie nosné železobetonové konstrukce při zachování tradičních architektonických motivů a prvků daného stavebního typu prostředky moderní funkcionalistické architektury, která vycházela z uměleckých ambic a respektování kontextu.

## Synagoga v současnosti
Svůj účel synagoga plnila až do druhé světové války. Budova po válce sloužila nejprve jako divadelní a koncertní sál, poté jako aula Vysoké školy dopravní, později, až do roku 2010, zde bylo kino. Interiér synagogy byl kompletně přestavěn. Pro účely provozu auly a kina byl původní vnitřní prostor nahrazen vloženým interiérem, který pozměnil též dispoziční řešení prostoru.
Občanské sdružení „Truc sphérique“ v roce 2011 po vypracování projektu obnovy památky získalo budovu do dlouhodobého pronájmu. V roce 2012 se začalo s komplexní rekonstrukcí synagogy, přičemž mělo být respektováno kulturní a architektonické dědictví, které budova neologické synagogy představuje. Opravená synagoga byla otevřena koncertem dne 12. července 2017. Z budovy je po rekonstrukci „dům umění“.